# 캄보디아-태국 관계
캄보디아-태국 관계(태국어: ความสัมพันธ์ไทย-กัมพูชา, 크메르어: ទំនាក់ទំនងកម្ពុជា-ថៃ)는 캄보디아와 태국의 양자 관계를 의미한다. 두 나라는 인도차이나반도의 이웃 국가로서, 동남아시아 국가 연합 회원국으로 관계가 맺어져 있다. 지리적으로 근접하기 때문에 역사적으로 두 나라는 서로에게 많은 영향을 주면서 관계를 지속해왔다. 두 국가 모두 불교를 신봉하며, 정치적으로 갈등과 협력을 반복한다.

## 역사

### 고대
과거 태국과 캄보디아 지역에는 부남 왕국과 첸라 왕국이 존재하였으며, 인도 아대륙과 중국 사이에서 교역을 하고, 문화의 교류를 하는 지역으로 발전하였다.

### 중세
인도차이나 반도는 9세기부터 15세기 동안 크메르 제국이 말레이반도와 인도차이나 반도의 동부 지역을 제외한 전 지역을 다스렸다. 크메르 제국의 전성기에는 오늘날의 태국의 일부 지역들이 크메르 제국의 영토에 속했다. 크메르 제국의 독주는 태국의 아유타야 왕조에 의해 저지되었다. 13세기 후반에는 태국의 아유타야 왕조가 크메르 제국을 침공하였으며, 크메르 제국의 수도 공격 이후 멸망과 함께 캄보디아의 암흑기가 시작되었으며, 이는 프랑스령 인도차이나 도래 전까지 지속되었다.. 야유타야 왕조는 17세기까지 번영하였고, 이후 톤부리 왕국과 라따나꼬신 왕국을 거쳐 오늘날의 시암 왕국, 즉 태국으로 이어졌다.  18세기 즈음, 딱신 대왕은 1768년 방콕 건너편의 대방콕 일부에 속하는 톤부리를 도읍지로 정하고 스스로 왕위에 올라 라오스·캄보디아까지 세력을 넓혔다. 이에 반해, 캄보디아가 프랑스에 의해 프랑스령 인도차이나의 식민지가 되었으며, 1863년부터 1953년까지 이는 지속되었다. 캄보디아가 프랑스의 식민지였던 1907년에는 라따나꼬신 왕국으로부터 앙코르 부근의 영토를 탈환하였는데, 이는 오늘날의 바탐방주와 시엠레아프 지역이다.

### 근현대
캄보디아는 노로돔 시아누크 왕의 강력한 의지로, 1953년에 프랑스로부터 독립하였다. 중립국을 표방한 노로돔의 캄보디아와 태국은 우호적인 관계를 유지하였으며, 이는 크메르 공화국의 출범까지 이어진다. 크메르 루주의 민주 캄푸치아 시기, 태국과 캄보디아 국경 인근의 대량의 캄보디아 난민들이 발생하였다. 베트남-캄보디아 전쟁 당시 태국은 베트남의 무력 침공을 비난하며, 캄보디아를 지원하였다. 

### 냉전
냉전 시절 두 국가는 모두 제3세계 국가들로서, 비동맹 운동 세력권에 속해 있었다. 냉전이 종료되고, 동남아시아 지역에서 국가들 간 협력과 연계의 필요성이 커짐에 따라서, 동남아시아 국가 연합에 두 국가 모두 회원국으로 가입하였다. 

## 협력

### 문화
1431년의 시암 군대에 의한 크메르 제국 수도의 앙코르 약탈 이후, 크메르의 조신(朝臣)들과 힌두교적 관습들이 아유타야 왕국으로 대량 유입되어 세련된 궁정 의례와 정비된 행정 제도를 만들었으며 크메르의 관습과 종교적 의식들이 시암의 궁정 문화에 수용되었다. 

### 불교
두 나라의 국교는 모두 불교이다. 크메르 제국의 자야바르만 7세는 앙코르 와트에 힌두교와 불교의 색채를 혼합하여 건설하였다. 또한 캄보디아의 불교는 13세기 말 태국에서 태국식 불교 문화가 전래되어 영향을 받았다.

### 정치
캄보디아의 훈 센과 태국의 탁신 친나왓은 1992년부터 관계를 유지하고 있다. 이들의 자녀들 모두 각 나라 정부에서 중요한 자리를 맡고 있다.

## 갈등
라따나꼬신 왕국과 프랑스 제3공화국 간 체결한 영토 조약의 모호성은 오늘날의 태국과 캄보디아 간 정확한 국경 획정에 대한 어려움을 주고 있다. 이는 태국과 캄보디아 간 영토 분쟁의 주된 원인이기도 하다.
2003년 1월, 캄보디아 수도 프놈펜에서 태국의 인기 여배우 수와나난 콩잉의 발언으로 촉발된 앙코르 와트와 관련하여 소요가 발생했는데, 캄보디아의 언론과 훈 센 총리까지 곤욕을 치른 사건이었다. 성난 군중은 프놈펜에 있는 주캄보디아 태국대사관을 점거하고 방화하였다. 당시 태국은 자국민을 보호하기 위해 국경을 폐쇄하고 전투기를 출격시키는 등의 조치를 취했다. 2003년 3월 21일, 캄보디아 정부에서 태국 대사관을 파괴한 보상금으로 600만 달러의 보상금을 지불하고 국경이 다시 개방되었다.
2025년 7월, 태국-캄보디아 전화 통화 유출 사건이 발생하여 패통탄 친나왓 총리가 직무 정지되는 사건이 발생했다.

### 프레아비히어 사원 분쟁
2008년 태국과의 국경에 위치한 프레아비히어 사원(크메르어: ប្រាសាទព្រះវិហារ Preah Vihear Prasat)을 유네스코 세계유산에 등록한다. 이를 둘러싸고 캄보디아와 태국은 갈등을 겪고 있다. 프레아비히어 사원 인근에 각 나라의 군대가 주둔하게 됨에 따라서, 이에 따른 잦은 충돌이 일어나고 있다. 국제사법재판소는 프레아비히어 사원이 캄보디아에 귀속된다는 판결을 냈지만, 여전히 양국 간 갈등이 존재한다.

### 2025년 태국-캄보디아 위기
2025년 7월 말, 태국의 우본랏차타니주와 캄보디아의 프레아비헤아르주 부근에서 태국 왕립군과 캄보디아 왕립군 간 소규모 전투가 발생하였다.

## 같이 보기
- 태국의 대외 관계
- 캄보디아의 대외 관계